# 福井県立敦賀工業高等学校

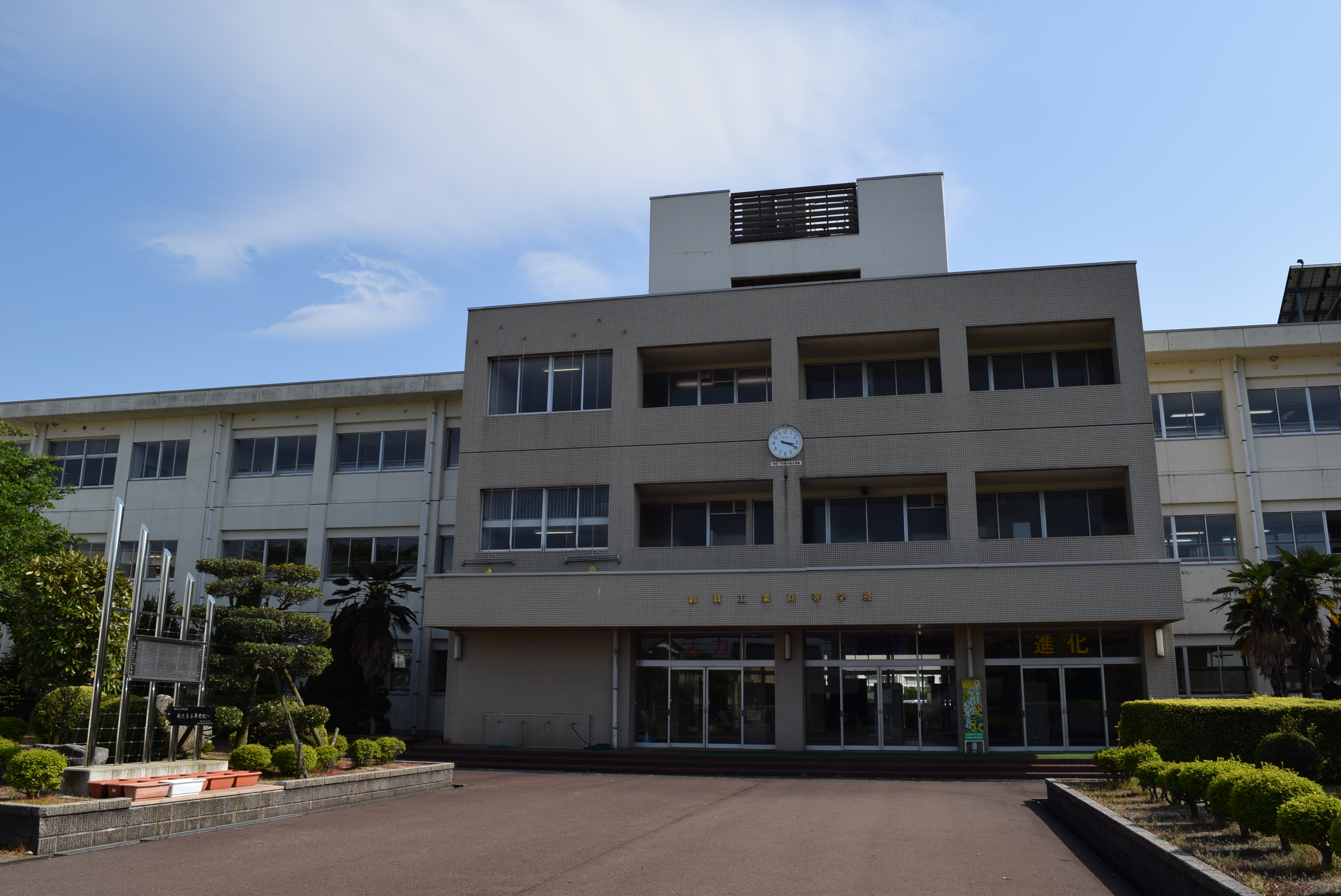
校舎

福井県立敦賀工業高等学校（ふくいけんりつ つるがこうぎょうこうとうがっこう、英: Fukui Prefectural Tsuruga Technical High School）は、福井県敦賀市山泉にある公立の工業高等学校。通称は「敦工（つるこう）」。

## 学校について
本校は、福井県立敦賀商業学校（1906年（明治39年）開校）内に併設された、福井県立敦賀工業学校を前身とする。学制改革により一時廃止され、1962年（昭和37年）に独立して開校した。
敦賀工業高校では80・90年代にかけて素行不良者が多く集まる典型的な教育困難校となっていたが、近年は大企業への就職や、大学・専門学校への進学者が出るなど、過去のイメージを払拭している。

## 校訓
活力 ・・・何事も全力でやり抜く
自律 ・・・正しく判断し、行動する
進化 ・・・夢に向かい挑戦し続ける

## 教育目標
人類の平和と福祉に貢献し、文化の創造と発展に寄与する民主的社会の形成者を育成する。

## 教育方針
- 互いに敬愛し明朗誠実な人になろう
- 学習に励み進んで真理を求めよう
- 心身を鍛練し健康の増進に努めよう
- 工業の使命を自覚し創造力を伸ばそう
- 勤労を尊び責任を重んじよい技術者になろう

## 設置学科
全日制課程4学科 （）は各科を表すアルファベット
- 電子機械科（M科）
- 電気科（E科）
- 情報ケミカル科（C科）※2年次から下記の2コースに分かれる
  - 情報コース
  - ケミカルコース
- 建築システム科（A科）

## 沿革
前身
福井県立敦賀高等学校 沿革を参照。
- 1962年（昭和37年）
  - 1月 - 福井県立敦賀工業高等学校として現在地に創設。
  - 4月 - 機械科、ならびに電気科設置（各2クラス）。
- 1963年（昭和38年）4月 - 工業化学科設置（2クラス）。
- 1964年（昭和39年）4月 - 建築科設置（1クラス）。
- 1969年（昭和44年）4月 - 工業化学科1クラスになる。
- 1991年（平成3年）04月 - 機械科1クラスになる。
- 1995年（平成7年）04月 - 学科再編（機械科→電子機械科、電気科は1クラスに、工業化学科→情報ケミカル科、建築科→建築システム科）。
- 1996年（平成8年）03月 - 情報ケミカル科教棟リフレッシュ。
- 1997年（平成9年）03月 - 建築システム科教棟リフレッシュ、水泳プール改修移転。
- 1998年（平成10年）3月 - 青桐寮閉寮。
- 1999年（平成11年）9月 - 県道津内櫛林線建設により西側入口改修。
- 2001年（平成13年）9月 - 「四十年史」の発刊。
- 2003年（平成15年）3月 - 校訓「活力・自律・進化」を定める。
- 2007年（平成19年）3月 - 原子力・エネルギー教育推進支援事業を開始（5年間）。
- 2008年（平成20年）12月 - 渡り廊下屋上に風力ハイブリッド発電システム設置。
- 2010年（平成22年）3月 - 普通教棟屋上に太陽光発電システム設置。
- 2011年（平成23年）
  - 4月 - 学校設定科目「原子力・エネルギー安全工学」を開講。
  - 10月 - 創立五十周年記念事業で記念モニュメントと懸垂幕昇降装置を設置。
- 2013年（平成25年）
  - 4月 - 新1年生より制服ブレザー・ポロシャツのデザイン変更。
  - 10月 - 電子機械科工場・情報ケミカル科工場・建築システム科工場リフレッシュ工事。

## 校歌
作詞：山本和夫、作曲：信時潔

## 部活動
毎年、多くの部活動では目立った功績は無いが、例外としてボート部は令和元年度の国体、女子ボート競技で優勝するなど、毎年多くの功績をあげている。
- 運動部 - 野球、陸上、バレーボール、卓球、サッカー、ラグビー、バドミントン、ボート、弓道、テニス
- 文化部 - 電子機械、電気、情報ケミカル、建築システム、吹奏楽、生花
- （過去に存在した部活動・サークル） - 柔道、剣道、女子テニス、INCサークル、新聞サークル、JRC（青少年赤十字）、写真

## アクセス
- 敦賀市コミュニティバス（6番・中郷木崎線）「工業高校前」停留所
- JR小浜線西敦賀駅 徒歩約5分
- 北陸自動車道 敦賀IC 車で約10分

## 著名な卒業生
- 高橋里志（プロ野球選手）
- 新谷欣也（政治家、おおい町議長）

## その他
- 敦賀市と隣接する美浜町やその隣の若狭町などから電車（小浜線）を利用し通学する生徒の割合が多く、悪天候などで小浜線が終日運休した場合などは学校も休校措置をとる場合がある。
- 本校の伝統として「4km走」がある。これは体育の時間などで学校の近くを通る「ふるさと夢街道」に沿って南下し黒河川と並行する農道を北上し県道210号線に面したら右折して、突き当たりのT字路までを1週（約2km）とし、それを2週走るというものでコースにはかなりの高低差があり、部活動のランニングにも使われることがある。
- 2001年女子高生全国制服グランプリ福井部門で第1位（130票）に輝いた。